# Verbroedering Hemiksem
Verbroedering Hemiksem was een Belgische voetbalclub uit Hemiksem. De club is bij de KBVB aangesloten met stamnummer 360 en heeft blauw en wit als kleuren. De club speelde in haar bestaan een aantal seizoenen in de nationale reeksen.

## Geschiedenis
De club sloot zich bij de Belgische Voetbalbond aan in 1923 als Athletic Club Hemiksem. Een paar jaar eerder had in de gemeente ook al FC Hemiksem zich aangesloten. AC Hemiksem ging van start in de regionale reeksen.
De club maakte gestaag opgang en bereikte in 1930 al de nationale bevorderingsreeksen, in die tijd het derde niveau, iets waar de oudere dorpsgenoot FC niet in slaagde. AC Hemiksem wist zich in Bevordering meteen als een van de beteren te handhaven in zijn reeks. In 1932 eindigde men als tweede, op amper een puntje van reekswinnaar Cappellen FC en miste men nipt de promotie. Het seizoen erop eindigde men nog als derde, maar daarna zakte men wat weg in de middenmoot. In 1939 eindigde men nog eens bovenaan, op een gedeelde eerste plaats met RCS Hallois en RRC de Gand. Hallois had echter een verliesmatch minder en werd reekswinnaar. Het volgende seizoen werden de competities stilgelegd wegens de Tweede Wereldoorlog.
In 1941 werden opnieuw competities ingericht en AC Hemiksem speelde verder in Bevordering. In 1944 eindigde men voorlaatste. Hemiksem had normaal gezien moeten degraderen, maar het volgende seizoen werd er omwille van de oorlog opnieuw niet gevoetbald. De competities werden in 1945 hervat. De Belgische Voetbalbond besliste om alle degradaties uit de Tweede Wereldoorlog ongedaan te maken en zo kon ook Hemiksem opnieuw in Bevordering aantreden. Dit werd echter geen succes voor de club. Men eindigde afgetekend allerlaatste in zijn reeks en na anderhalf decennium nationaal voetbal zakte men weer naar de regionale reeksen.
In 1954 werd de club koninklijk en de clubnaam werd KAC Hemiksem. In 1961 kwam het uiteindelijk tot een samenwerking met de andere oude club uit de gemeente, KFC Hemiksem. De club ging nu verder als Koninklijke Verbroedering Hemiksem met stamnummer 360 van KAC Hemiksem. Men bleef verschillende decennia in de provinciale reeksen spelen.
In 1995 bereikte de club nog eens de nationale bevorderingsreeksen, al sinds de jaren 50 door de Vierde Klasse gevormd. Het was bijna een halve eeuw geleden dat Hemiksem nog eens nationaal voetbal had gespeeld. Hemiksem eindigde in zijn eerste seizoen meteen weer als vierde, het jaar erop zelfs als derde. Die resultaten kon men daarna niet meer herhalen en in 1999 eindigde men afgetekend als voorlaatste. Na vier jaar zakte de club zo weer naar de provinciale reeksen, waar men verder wegzakte tot in Vierde Provinciale, het allerlaagste niveau.
In 2013 vroeg de club haar ontslag bij de Voetbalbond. Men zou voortaan verder werken binnen FC Oxford Hemiksem, aangesloten bij de KBVB met stamnummer 9398 en actief in Derde Provinciale.